# San Cayo (título cardenalicio)
San Cayo fue un título cardenalicio de la Iglesia católica, fue uno de los primeros 25 títulos establecidos por el papa Evaristo alrededor de 112. En la lista del sínodo romano de 499 todavía estaba presente, pero fue suprimido alrededor de 600 por el papa Gregorio I, quien lo reemplazó con el de Cuatro Santos Coronados. La iglesia en la que residía el título fue demolida a fines del siglo XIX.

## Titulares
- Benedetto (494)
  - Suprimido en torno a 600

- Datos: Q3946862